# Liste der Bischöfe von Tarnów
Bischöfe des Bistums Tarnów (Polen)

## Bischöfe
Die folgenden Personen waren Diözesanbischöfe von Tarnów:
- 1783–1785 – Jan Duwall, nominat
- 1786–1801 – Florian Amand z Janówka Janowski
- 1822–1827 – Gregor(ius) Thomas Ziegler
- 1831–1831 – Ferdinand Maria von Chotek
- 1832–1836 – Franciszek de Paula Pisztek
- 1836–1840 – Franciszek Ksawery Zachariasiewicz
- 1840–1850 – Józef Grzegorz Wojtarowicz
- 1852–1885 – Józef Alojzy Pukalski
- 1886–1900 – Ignacy Łobos
- 1901–1933 – Leon Wałęga
- 1933–1939 – Franciszek Lisowski
- 1946–1959 – Jan Stepa
- 1962–1990 – Jerzy Karol Ablewicz
- 1990–1997 – Józef Życiński
- 1998–2011 – Wiktor Skworc
- seit 2012 – Andrzej Jeż

## Weihbischöfe
Die folgenden Personen sind oder waren Weihbischöfe in Tarnów:
- 1921–1943 – Edward Komar
- 1958–1965 – Michał Blecharczyk
- 1959–1962 – Karol Pękala
- 1968–1991 – Piotr Bednarczyk
- 1969–1999 – Józef Gucwa
- 1975–2009 – Władysław Bobowski
- 1991–2003 – Jan Styrna, dann Bischof von Elbląg
- 2004–2011 – Stanisław Budzik, dann Erzbischof von Lublin
- 2007–2022 – Wiesław Lechowicz, dann Militärbischof der Polnischen Streitkräfte
- 2009–2012 – Andrzej Jeż, dann Diözesanbischof
- seit 2013 – Stanisław Salaterski
- seit 2015 – Leszek Leszkiewicz
- 2020–2024 – Artur Ważny, dann Bischof von Sosnowiec